# Neuropeltis prevosteoides
Neuropeltis prevosteoides är en vindeväxtart som beskrevs av Mangenot. Neuropeltis prevosteoides ingår i släktet Neuropeltis och familjen vindeväxter. Inga underarter finns listade i Catalogue of Life.